# Sikorsky CH-53E Super Stallion
Sikorsky CH-53E Super Stallion je největší a nejtěžší vrtulník v ozbrojených složkách USA. Je určený zejména k přepravě osob i nákladu, k výsadkovým a záchranným operacím. Vyvinut byl z typu Sikorsky CH-53 Sea Stallion; hlavně přidáním třetího motoru a sedmilistého rotoru. Postaven byl původně firmou Sikorsky Aircraft pro námořní pěchotu. Méně běžná je varianta MH-53E Sea Dragon, která v americkém námořnictvu plní úlohu jako lovení min a jiná různá opatření proti minám nebo k přepravě těžkých nákladů. Jinak stroje CH-53E/MH-53E nesou tovární označení "S-80". V současné době také probíhá vývoj varianty CH-53K, která bude vybavena novými motory, listy rotoru z kompozitních materiálů a kabina bude širší.

## Varianty
- YCH-53E. Dva přepracované modely Sikorsky S-65E jako prototypy Sikorsky S-80E. Vyrobeny dva kusy.
- CH-53E Super Stallion. Sériová podoba modelu Sikorsky S-80E pro účely transportu, pro US Navy a US Marine Corps. Vyrobeno 170 kusů.
- MH-53E Sea Dragon. Model Sikorsky S-80M pro ničení min pro US Navy. Vyrobeno 50 kusů.
- S-80M. Exportní verze Sikorsky S-80M pro ničení min pro Japonské námořní síly sebeobrany. Vyrobeno 11 kusů.

## Uživatelé
Japonsko
- Japonské námořní síly sebeobrany

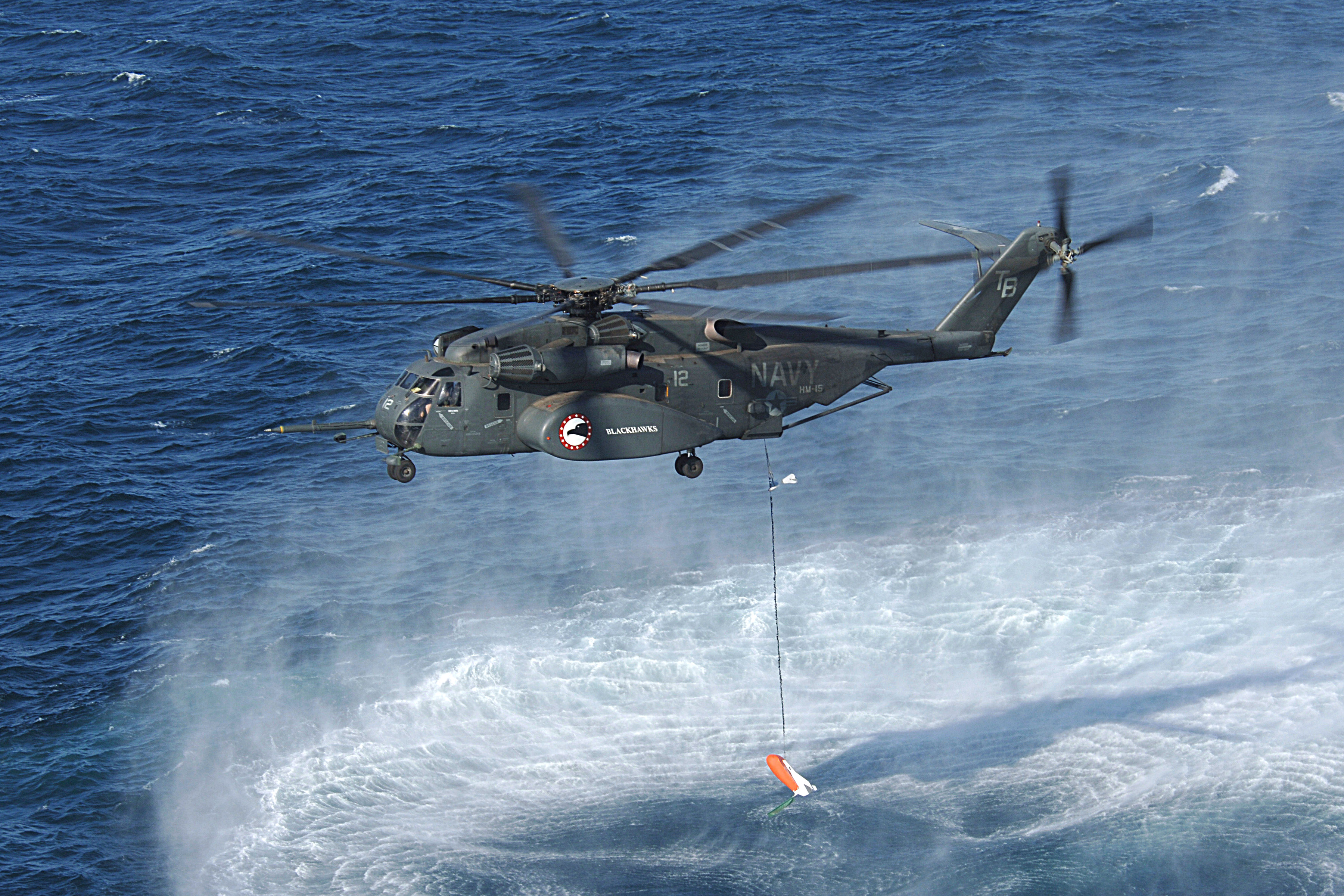
MH-53E Sea Dragon z HM-15 během cvičení roku 2007

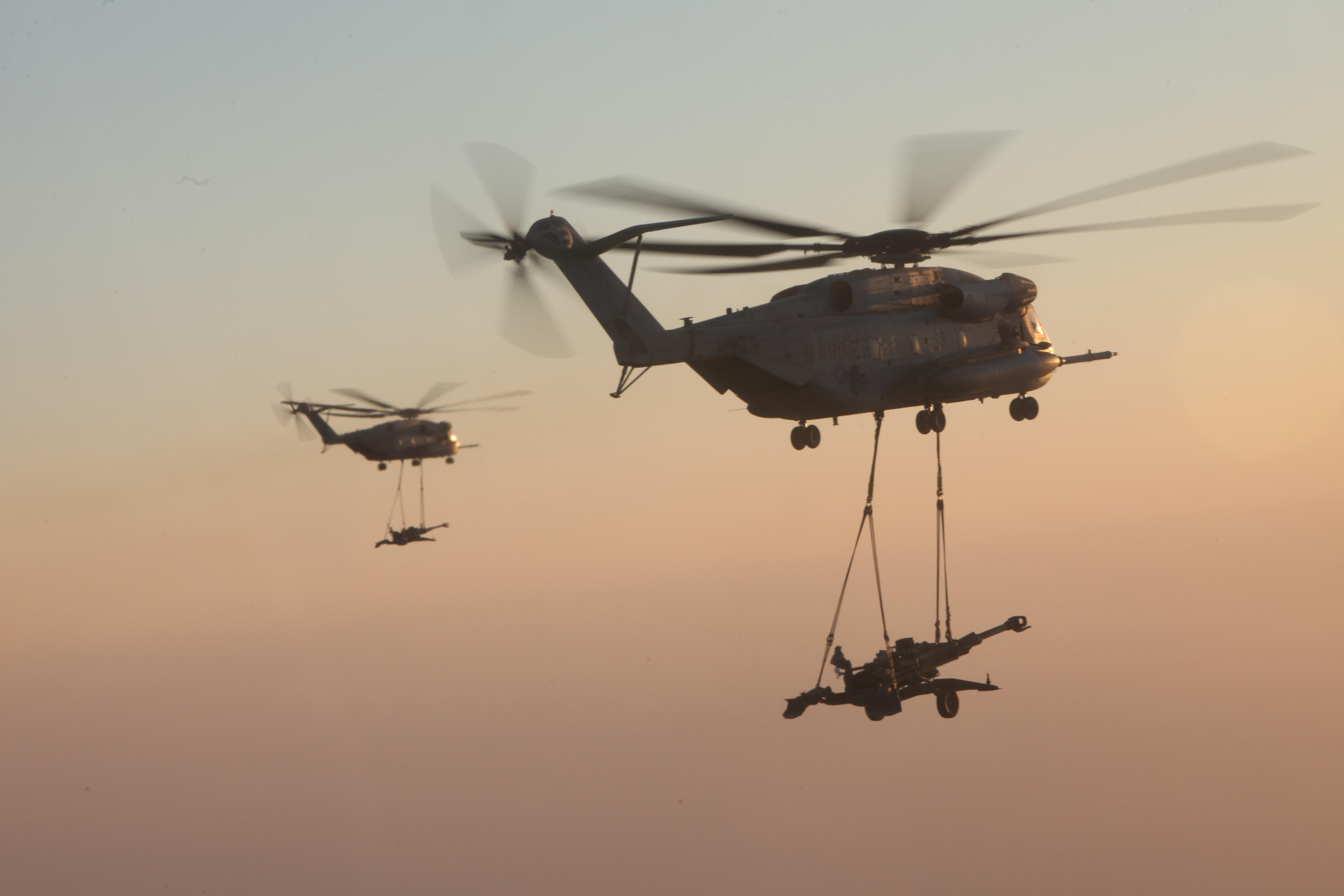
Dvojice CH-53E USMC přepravující podvěšené 155mm houfnice M777

  - Fleet Squadron 111 (11 strojů, 1 zničen při havárii roku 1996. Poslední vyřazeny ze služby 3. března 2017[1] a plně nahrazeny typem MCH-101.

 USA
- USMC
  - HMH-361
  - HMH-366
  - HMH-461
  - HMH-462
  - HMH-464
  - HMH-465
  - HMH-466
  - HMH-769
  - HMH-772
- US Navy
  - HC-1
  - HC-4
  - HM-12
  - HM-14
  - HM-15
  - HM-16
  - HM-18
  - HM-19

## Specifikace (CH-53E)

### Hlavní technické údaje
- Posádka: 5: 2 piloti, 1 velitel/pravý střelec, 1 levý střelec, 1 zadní střelec
- Kapacita: 37 vojáků
- Vnitřní náklad: 30 000 lb nebo 13 600 kg (externí: 32 000 lb nebo 14 500 kg)
- Průměr rotoru: 24 m
- Délka: 30,2 m
- Plocha disku: 460 m²
- Výška: 8,46 m
- Hmotnost prázdného vrtulníku: 15 071 kg
- Vzletová hmotnost: 33 340 kg
- Pohonné jednotky: 3× turbohřídelový motor General Electric T64-GE-416/A
- Výkon pohonné jednotky: každá o výkonu 3 266 kW

### Výkony

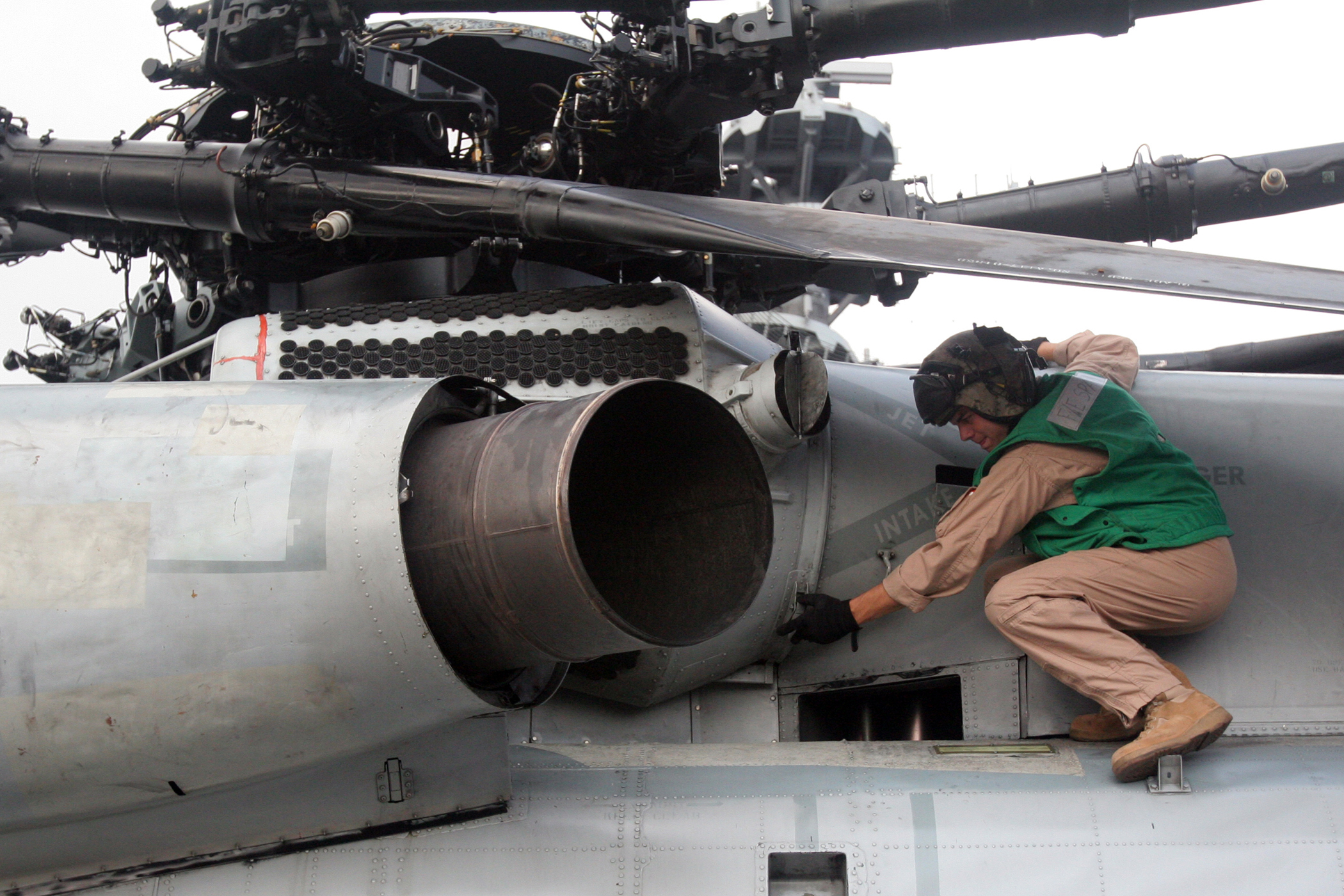
Detail rotoru a trysky

- Maximální rychlost: 315 km/h
- Cestovní rychlost: 278 km/h
- Stoupavost: 13 m/s
- Dostup: 5 640 m
- Dolet: 1 110 km
- Přeletový dolet: 1 833 km

### Výzbroj
- Palné zbraně:
  - 2× kulomet XM218 ráže 12,7 x 99 mm v okně
  - 1× kulomet GAU-21 ráže 12.7 x 99 mm upevněný na rampě
- Další: Výmetnice světlic